# فرودگاه دیلانت–هاپکینس
فرودگاه دیلانت-هاپکینس (به انگلیسی: Dillant-Hopkins Airport) یک فرودگاه با کد یاتا EEN است که یک باند فرود آسفالت دارد و طول باند آن ۱۸۹۰ متر است. این فرودگاه در کشور انگلستان قرار دارد .